# Kit Fisto
Kit Fisto a nautoli fajba tartozik, kiváló Jedi mester a Csillagok háborújában. Már a Geonosison is megmutatta tehetségét, hősiesen vezette az egyik klón századot. Ezek után a háború idején több fontos küldetésben is részt vett.

## Klónháborúk
Y. e. 22 Dooku gróf vezetésével rendszerek ezrei szakadtak el a Köztársaságtól. Kit Fisto jelen volt Yoda és Mace Windu mesterek Palpatine kancellárral való tanácskozásán, mikor is Windu mester kijelentette, hogy háború esetén a Jedik önmagukban nem lesznek képesek megvédeni a Köztársaságot, hiszen ők a béke őrei, s nem pedig katonák.
Mikor Obi-Wan Kenobi mester jelentést tett a Geonosisi Szeparatista lépésekről, Kit Fisto is azon Jedik között volt, akiket Mace Windu a Geonosisra vitt. Az arénában Kit jól harcolt, s egyike  volt azon 16 Jedinek, akik megélték a klón hadsereg megérkezését. A gyors kimenekítés után, Kit Fisto egy klón hadtestet vezetett a szeparatisták droid serege ellen.
Később, őt választották meg a Geonosis arénai ütközetben meghalt Coleman Trebor helyére a  Jedi Tanácsban. Bár vonakodott elfogadni a meghívást, szerényen alkalmatlannak találva önmagát, mégis a Tanács egyik székében kötött ki.
A háború idején Fisto több fontos feladatot is kapott. Segített megállítani Mon Calamarin a mon calamariaknak a quarreneket, élükön Tikkes szeparatista vezetővel. Később a Hypori bolygón Grievous tábornok seregeit többedmagával feltartóztatta. Fisto mester volt az első, aki egy JK-13-as droidot megállított.
A háború utolsó napjaiban Coruscanton volt és a Jedi Tanácsban figyelte, ahogy Palpatine fokozatosan fölszámolja a demokráciát és már a Jedi Rend felett is befolyásra törekszik. Mikor Mace Windu mester Anakin Skywalkertől megtudta, hogy Palpatine főkancellár a Sith Nagyúr akit kerestek, Windu mester úgy döntött, hogy azonnal cselekedni kell s elindult, hogy letartóztassa a főkancellárt, de a biztonság kedvéért magával vitte Kit Fistot, Agen Kolart és Saesee Tiint. Palpatinera az irodájában találtak rá, s mikor Windu mester megadásra szólította fel a főkancellárt, az előrántotta az eleddig elrejtett fénykardját és villámgyorsan lecsapott a Jedikre. 
A Sith nagyúr azonnal végzett Agen Kolarral és Saesee Tiinnel, de Kit Fisto a fénykardvívás első formájának nagymestere volt, s így képes volt egy rövid ideig kivédeni a Sith Nagyúr támadását, de Palpatine csakhamar belevágott Fisto mester mellkasába egy precíz ütéssel.
Megjegyzendő, hogy a Dark Horse képregényekben, Aayla Secura Jedi Lovaggal romantikus kapcsolatot létesített, holott a Jedi Rend tiltotta az érzelmi kötődést.

## Kinézet
Fisto mester kétéltű élőlény, bőrének színe zöld, kiválóan tud úszni, ujjai között hártya feszül. Fejéből hosszú nyúlványok meredeznek ki. Szemei nagyok és feketék, s nem képes a pislogásra.

## Érdekesség
- Kit Fistot a Men in Black – Sötét zsaruk című film „Polip” nevű idegen fajáról mintázták.
- Eredetileg Kit Fisto Sidious új tanítványa lett volna, ám végül úgy döntöttek, hogy ember legyen az, így lett Dooku gróf.
- A Sith-ek bosszújának regényváltozatában Kit Fisto sokkal tovább bírta a küzdelmet Palpatine ellen. Bár halálát nem írja le pontosan a szerző, hanem metafórákon keresztül. Anakin Skywalker a főkancellári irodába érkezvén megtalálja Kit Fisto fejét Palpatine asztalán.